# Toni Kirchmayr
Toni Kirchmayr (Anton Kirchmeyr) (* 4. Juni 1887 in Schwaz; † 29. Juli 1965 in Innsbruck) war ein österreichischer Maler und Restaurator.

## Leben
Toni Kirchmayr wurde als Sohn eines Schreinermeisters in Schwaz geboren, wo er auch die Volksschule besuchte. Seine erste künstlerische Ausbildung erhielt er von 1899 bis 1902 bei dem ebenfalls aus Schwaz stammenden Kunstmaler und Dichter Alfons Siber in Hall in Tirol. Anschließend nahm er bis 1903 Unterricht in ornamentaler und Freskomalerei bei dem Freskenmaler Rafael Thaler in Innsbruck und absolvierte ein weiteres Jahr in der privaten Malschule Moritz Weinhold in München.
Am 28. Oktober 1905 begann er das Studium an der Akademie der Bildenden Künste München, zunächst in der Grafikklasse von Peter Halm, dann bis 1908 bei Martin Feuerstein und Wilhelm von Diez. Kirchmayr studierte gegen den Willen und ohne finanzielle Unterstützung des Vaters, weshalb er mehreren Nebenbeschäftigungen nachging. Er war Schulleiter der Malschule Heymann, führte dekorative und kunstgewerbliche Malereien für Verlage aus und arbeitete im Sommer als Gehilfe bei Kirchenmalern und Restauratoren, wodurch er sich Kenntnisse in Freskomalerei erwarb. Das Studium musste er 1908/1909 für den Militärdienst unterbrechen. Nach dem Abschluss des Studiums 1910 ließ er sich als freischaffender Künstler in Innsbruck nieder.
Im Ersten Weltkrieg kam er 1914 an die Front nach Galizien, wo er verwundet wurde und ins Lazarett nach Lemberg kam. Im Jahr 1915 wurde er abermals verwundet und erlitt im Lazarett in Eger eine schwere Infektion. Anschließend wurde er zum „leichten Dienst“ als Kriegsgräberinspektor und Gefangenentransportbegleiter abgestellt.
Kurz nach Ende des Ersten Weltkriegs, im Jänner 1919, gründete er die Mal- und Zeichenschule Toni Kirchmayr in Innsbruck, die bis zu seinem Tod bestand und die wichtigste künstlerische Ausbildungsstätte in Tirol wurde.
Im Zweiten Weltkrieg wurde er 1943 zum Reichsarbeitsdienst nach Prag einberufen, 1944 wurde die Malschule geschlossen und 1946 wiedereröffnet. 1950 wurde sein Name von der Landesregierung aufgrund eines alten Dokuments von Kirchmeyr auf Kirchmayr geändert. 1957 wurde ihm der Berufstitel Professor verliehen.
Auch sein Sohn Anton Kirchmayr (* 1940) ist heute unter dem Künstlernamen Anton Christian als Künstler tätig.

## Mal- und Zeichenschule
Am 3. Jänner 1919 eröffnete Toni Kirchmayr in seinem Atelier in der Erlerstraße die Privat-Zeichen und Malschule für Damen und Herren. Er unterrichtete zunächst alleine Zeichnen und Malen in allen Techniken. Bereits im Mai 1919 gründeten Schüler den Verein Vereinigung der Kirchmeyr-Schüler, der neben der gemeinsamen Pflege der Kunst den Ausbau und die Förderung der Kunstschule zum Ziel hatte. Im Schuljahr 1919/20 wurden neu Kurse für darstellende Kunst, Graphik und Kunstgewerbe angeboten. Kirchmayr wurde dafür von Lehrkräften der Universität Innsbruck, der Kunstgewerbeschule und von freischaffenden Künstlern unterstützt, darunter Richard Quandest, Rose Krenn (damals Bayr) und Artur Nikodem. Zusätzlich wurden Kurse für Kinder ab 6 Jahren angeboten. Eine geplante Abteilung für Bildhauerei unter der Leitung von Virgil Rainer kam allerdings nicht zustande. Die Erweiterung des Angebots und die große Schülerzahl von 70 bis 100 bedingte den Umzug in das leerstehende Stöcklgebäude der Handelskammer in der Meinhardstraße. 1920 gab es im Ausstellungsraum im Taxispalais eine große Ausstellung von Schülerarbeiten, die vom Landeshauptmann Josef Schraffl eröffnet wurde und großes Echo in der Presse fand. Im selben Jahr stellte die Stadt Innsbruck den gesamten ersten Stock des Ferrari-Palais der Schule zur Verfügung.
Auf Anregung des Prorektors Ferdinand Andri sollte in der Schule eine Zweigstelle der Akademie der bildenden Künste Wien für Freskotechniken gegründet werden. Als zusätzliche Lehrer waren Max von Esterle, Ernst Nepo, Theodor Prachensky und Franz Santifaller vorgesehen. Der Plan scheiterte an internen Führungsstreitigkeiten, hatte aber zur Folge, dass der Schule im Oktober 1923 das Öffentlichkeitsrecht verliehen wurde, aber auch, dass die Räumlichkeiten im Ferrari-Palais wieder aufgegeben werden mussten. Als Ersatz erhielt Kirchmayr den Saal im zweiten Stock des Alten Rathauses, wo der Unterricht bis zum Ende des Bestehens der Schule durchgeführt wurde. 1944 wurde die Kunstschule geschlossen, jedoch kurz nach Ende des Zweiten Weltkriegs wieder eröffnet. Mit dem Tod Kirchmayrs 1965 erlosch das auf seine Person ausgestellte Öffentlichkeitsrecht. Da die Stadt die Räumlichkeiten anders nutzen wollte, scheiterten Versuche, die Schule fortzuführen.
Die Kirchmayr-Schule war eine bedeutende Ausbildungsstätte, die von einem Großteil der namhaften Künstler Tirols der Zwischen- und Nachkriegszeit vor dem Besuch einer Akademie absolviert wurde. Zu den Schülern zählen unter anderem Francesco Demetz la Rives, Hans Ebensperger, Franz Xaver Hauser, Martin Häusle, Inge Höck, Konrad Honold, Oswald Kollreider, Elmar Kopp, Hilde Nöbl, Hermann Pedit, Josef Prantl, Ernst Schroffenegger, Gottlieb Schuller, Norbert Strolz und Andreas Weissenbach.

## Werk
Toni Kirchmayr schuf ein vielseitiges Œuvre, das von Landschaften, Interieurs und Stillleben in Öl über Ornamentik und Dekorationskunst bis zu großformatigen Wand- und Deckenfresken reicht. Die Landschaftsmalerei zeigt moderne, farbexpressive Zügen mit Anklängen an die Künstlergruppe Die Scholle. Eine besondere Begabung zeigte Kirchmayr als Porträtist.
Moderne Tendenzen zeigen sich insbesondere in seiner ersten Schaffensperiode zwischen 1910 und ca. 1925. Ein Höhepunkt dieser Zeit sind die 1915/16 geschaffenen Fresken der Wallfahrtskirche Locherboden. Diese erregten damals Ärger als zu „modern“, waren sie doch weit entfernt von der oft noch vorherrschenden barocken oder nazarenischen Manier, hingegen secessionistisch, originell und erfinderisch im Aufbau. Insbesondere im floralen Dekor zeigt sich das Vorbild des Art Nouveau und der Präraffaeliten. In seinen späteren Schaffensphasen verlegte sich Kirchmayr zunehmend auf Restaurierungsarbeiten und tendierte immer mehr in eine traditionelle neubarocke Richtung.

### Werke (Auswahl)

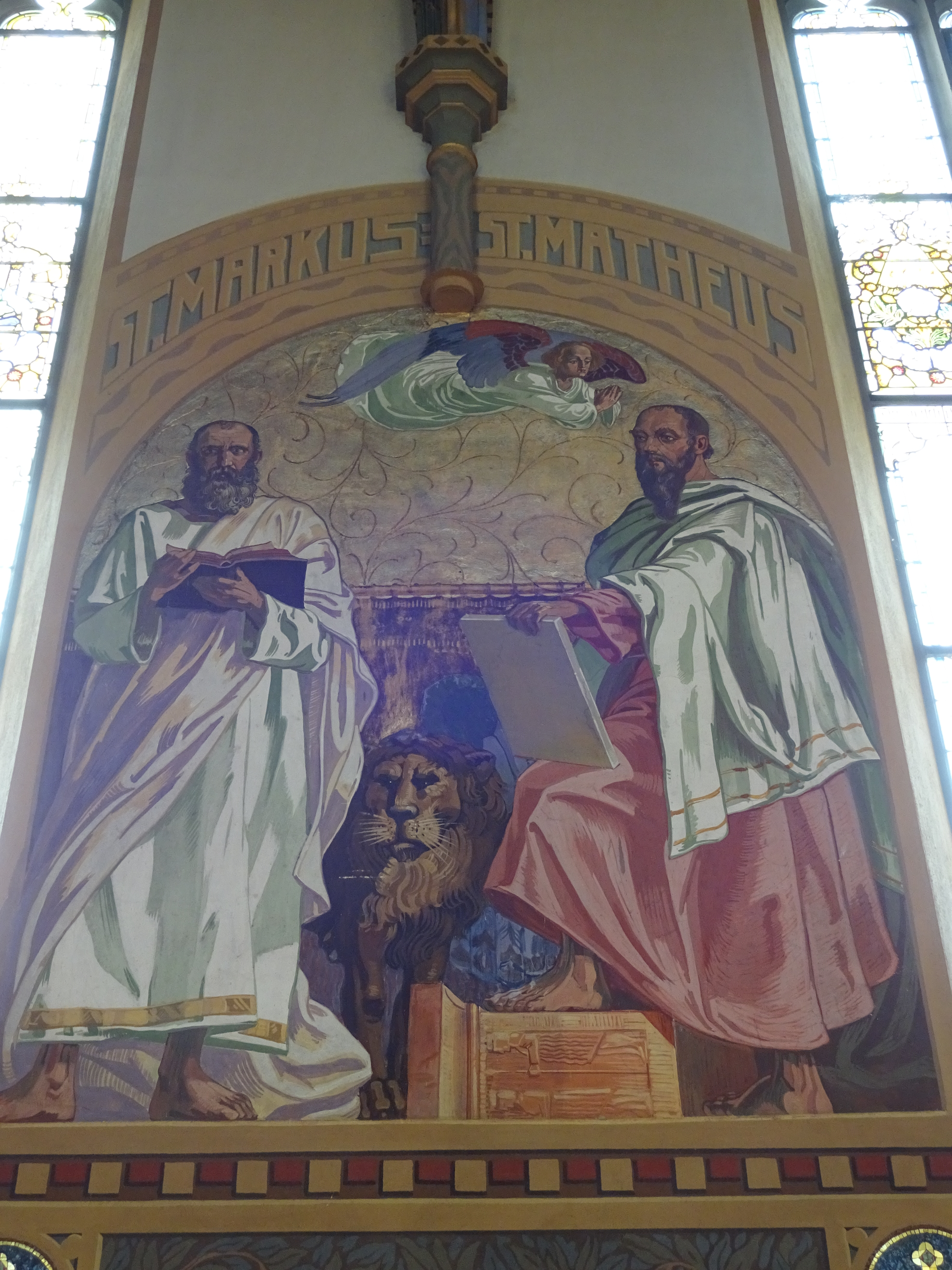
Fresko (Evangelisten Markus und Matthäus) in der Wallfahrtskirche Locherboden

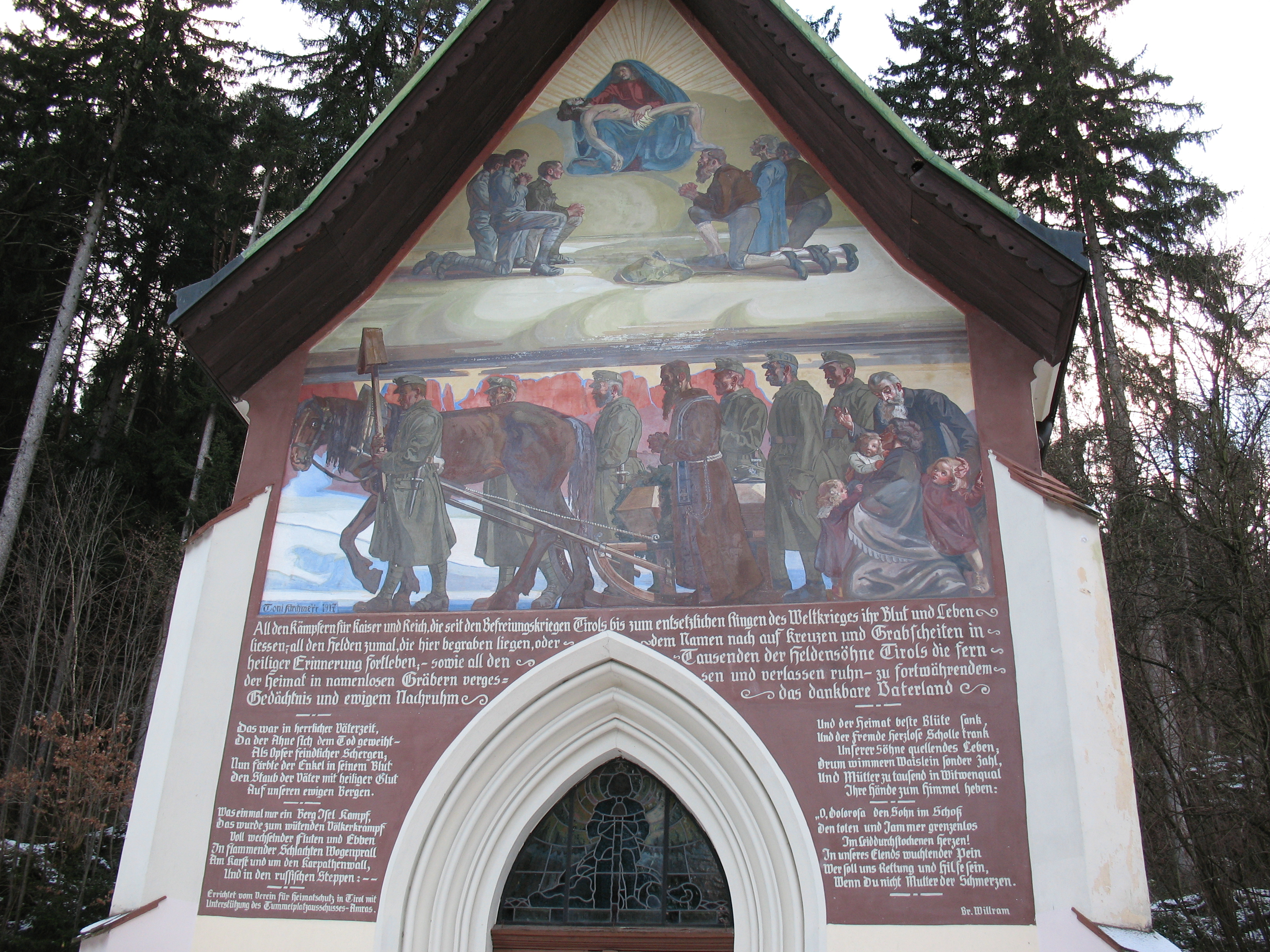
Fresko an der Kreuzkapelle am Tummelplatz

- Wallfahrtskirche Maria Locherboden in Mötz (Fresken, 1914–1916)
- Kreuzkapelle am Waldfriedhof Tummelplatz in Innsbruck (Fresken, 1917)
- Kirche St. Leonhard bei Brixen (Fresken, 1920)
- Kriegerdenkmal Sand in Taufers (Fresken, 1925)
- Kriegerdenkmal Weerberg (Fresken, 1925)
- Pfarrkirche Auffach in der Wildschönau (Deckenfresken, 1925)
- Pfarrkirche hl. Vitus in Fulpmes (Hochaltar, 1928)
- Pfarrkirche Unserer Lieben Frau Mariä Reinigung in Bach (Fresken, 1929)
- Pfarrkirche Wenns (Chorgewölbe, 1929)
- Kreuzbichlkapelle in Vomp (um 1930)
- Filialkirche Maria Schnee in Afling (Deckenfresken, 1931)
- Gumpphaus in der Kiebachgasse, Altstadt von Innsbruck (Fassadenfresko hl. Christophorus, 1932)
- Stadtpfarrkirche zum heiligen Nikolaus in Neumarkt am Wallersee (Deckenfresko, 1938)
- Pfarrkirche Zams (Deckenfresken, 1941)
- Pfarrkirche Fügen (Deckenfresko, 1943)
- Am Oberbildgut in Lana Fresken (1946/47): Immaculata, drei Ernteszenen und Sonnenuhr[2]
- Schlössl in Inzing (Gemälde, 1947)
- Pfarrkirche Thierbach (Deckenfresko im Chor, 1953)
- Kaplaneikirche hl. Martin in Namlos (Deckenfresken, 1956)